# لحداية (السوالم الطريفيية المركز)
لحداية هو دُوَّار يقع بجماعة حد السوالم، إقليم برشيد، جهة الدار البيضاء سطات في المملكة المغربية. ينتمي الدوّار لمشيخة السوالم الطريفيية المركز التي تضم دوارين. يقدر عدد سكانه بـ 2132 نسمة حسب الإحصاء الرسمي للسكان والسكنى لسنة 2004.

## روابط خارجية
- البوابة الوطنية للجماعات الترابية نسخة محفوظة 12 مارس 2018 على موقع واي باك مشين.
- المندوبية السامية للتخطيط